# دفاع اژدر
پدافند اژدر (به انگلیسی: Torpedo defence) شامل مانورهای گریز، پدافند غیرعامل مانند کمربندهای اژدر، تورهای اژدر، برآمدگی اژدرها و پدافندهای فعال مانند اژدرهای ضد اژدر شبیه به سامانه‌های دفاع موشکی است. سیستم‌های ضد اژدر دفاعی و ضد اژدر کشتی سطحی بسیار آزمایشی هستند و نیروی دریایی ایالات متحده آزمایش‌های آنها را در سال ۲۰۱۸ پایان داد.

## انواع سیستم‌های پدافند اژدر
به‌طور کلی، سیستم‌های پدافند اژدر را می‌توان به دو دسته اصلی تقسیم کرد:
- سیستم‌های غیرفعال: این سیستم‌ها برای جلوگیری از شناسایی شدن یا منحرف کردن اژدرها بدون استفاده از اقدامات تهاجمی طراحی شده‌اند. به عنوان مثال، می‌توان به موارد زیر اشاره کرد:
  - کاهش صدای شناور: کاهش صدای تولید شده توسط شناور می‌تواند احتمال شناسایی آن توسط اژدرهای سونار فعال را کاهش دهد.
  - فریبنده‌ها: این دستگاه‌ها صداهایی را منتشر می‌کنند که شبیه صدای شناور است و اژدر را به سمت خود جذب می‌کنند.
- سیستم‌های فعال: این سیستم‌ها برای شناسایی، ردیابی و انهدام اژدرهای مهاجم طراحی شده‌اند. به عنوان مثال، می‌توان به موارد زیر اشاره کرد:
  - سونار: برای شناسایی و ردیابی اژدرها استفاده می‌شود.
  - سلاح‌های ضد اژدر: این سلاح‌ها برای شلیک به اژدرهای مهاجم و انهدام آنها طراحی شده‌اند.

#### چالش‌های پدافند اژدر
مقابله با اژدرها چالش‌های متعددی دارد، از جمله:
- سرعت بالا: اژدرها می‌توانند با سرعت‌های بسیار بالا حرکت کنند که واکنش سریع را ضروری می‌سازد.
- اندازه کوچک: شناسایی و ردیابی اژدرها به دلیل اندازه کوچکشان دشوار است.
- انواع مختلف اژدر: اژدرها در انواع مختلف با ویژگی‌های متفاوت وجود دارند که مقابله با آنها را پیچیده می‌کند.

#### آینده پدافند اژدر
با پیشرفت فناوری، سیستم‌های پدافند اژدر نیز به‌طور مداوم در حال توسعه هستند. برخی از روندهای کلیدی در این زمینه عبارتند از:
- استفاده از هوش مصنوعی: هوش مصنوعی می‌تواند برای بهبود شناسایی، ردیابی و انهدام اژدرها استفاده شود.
- توسعه سلاح‌های انرژی направتده: سلاح‌هایی مانند لیزرها و مایکروویوها می‌توانند برای انهدام سریع و دقیق اژدرها استفاده شوند.
- بهبود هماهنگی سیستم‌ها: یکپارچه‌سازی بهتر بین سیستم‌های مختلف پدافند اژدر می‌تواند اثربخشی کلی آنها را افزایش دهد.

پدافند اژدر یک حوزه پیچیده و حیاتی در جنگ دریایی مدرن است. توسعه و استقرار سیستم‌های مؤثر پدافند اژدر برای حفاظت از شناورهای دریایی در برابر این تهدید مرگبار ضروری است.